# Ланцюжок кратерів

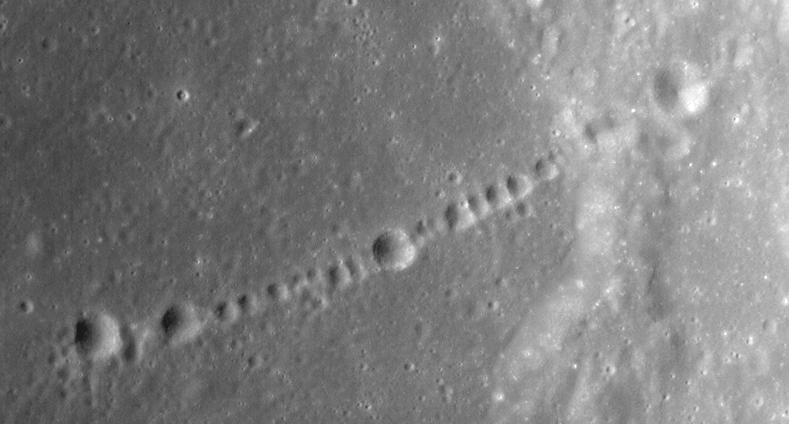
Ланцюжок Catena Davy на Місяці. Ймовірно, первинний імпактний. Довжина — 47 км

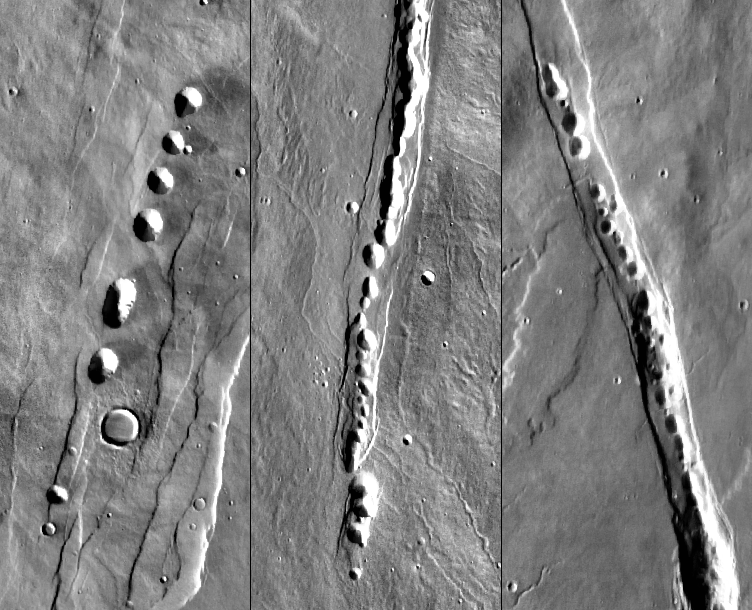
Три ендогенні ланцюжки на Марсі: Ceraunius Catena, Artynia Catena та Cyane Catena. Два останні розташовані в грабенах (їх видно і поряд з першим). Висота знімків — 70 км

Ланцюжок кратерів — лінія з кратерів на поверхні астрономічного тіла. Відомі на різних планетах, супутниках та астероїдах. Їх міжнародні назви містять латинське слово Catena (у множині Catenae) — «ланцюг».
Ланцюжки можуть складатися з кратерів різного походження — як імпактних, так і ендогенних (створених внутрішньою геологічною активністю небесного тіла), причому ланцюжки різного походження не завжди легко розрізнити. Ланцюжки імпактних кратерів можуть з'явитися двома шляхами: при падінні рою невеликих космічних тіл (первинні) та при падінні тіл, викинутих при ударі, що створив первинний кратер (вторинні).
Довжина ланцюжків може досягати сотень кілометрів. На Каллісто відомий 640-кілометровий імпактний ланцюжок Gipul Catena, а на Марсі — більш ніж 900-кілометровий ендогенний ланцюжок Tractus Catena.

## Опис

### Імпактні ланцюжки

#### Первинні
Кратери первинних ланцюжків виглядають як звичні метеоритні кратери: вони мають кільцевий вал, а за достатньо великого розміру — і пласке дно та центральну гірку. Часто вони оточені ореолом викидів. Зазвичай ці кратери круглі; якщо ж вони витягнуті, то завжди вздовж ланцюжка. Якщо вони утворюються дуже близько, то зливаються в єдиний довгастий кратер, що може мати кілька гірок уздовж осі. Іноді кратери перекривають один одного так, що видно, в якому порядку вони утворилися. Як правило, кратери в ланцюжку вишикувані майже точно вздовж однієї лінії (відхиляються від неї не більше, ніж на величину свого радіуса). Найбільші кратери таких ланцюжків зазвичай знаходяться біля їх центру. Всі відомі первинні ланцюжки на Ганімеді та Каллісто (об'єктах, де такі ланцюжки ідентифіковано з найбільшою впевненістю) мають досить великі кратери (з діаметром ≥1 км, а найчастіше і ≥3 км).
Первинні ланцюжки утворюються при падінні фрагментів комети чи астероїда, розірваного припливними силами. Є підстави вважати, що подібні невеликі тіла часто складаються з окремих уламків, що дуже слабко з'єднані, і при проходженні поблизу масивної планети легко можуть розпастися. Згодом їх фрагменти летять ланцюжком і можуть один за одним зіткнутися з якимось небесним тілом (класичним прикладом чого є комета Шумейкер — Леві 9). У такий спосіб утворилася більшість великих ланцюжків на супутниках планет-гігантів. Той факт, що первинні ланцюжки, як правило, складаються з досить великих кратерів, вказує на нечисельність або міцність дрібних комет.
Розрахунки показують, що найкращі умови для появи первинних ланцюжків мають супутники Юпітера. Причинами цього є його велика маса та густина, великі (в порівнянні з більш віддаленими планетами-гігантами) швидкості тіл у його околицях, а також великий розмір і маса деяких із цих супутників. Тим не менше ланцюжки (а також інші скупчення кратерів) нерідко трапляються і на супутниках Сатурна. Для небесних тіл, поруч із якими нема масивних планет, розрахункова частота появи первинних ланцюжків дуже мала: так, на Місяці за останні 4 млрд років могли з'явитися 1-2 ланцюжки (утворені тілами, розірваними припливними силами Землі), а на Землі навряд чи міг з'явитися хоча б один. Окрім того, комети, що підходять близько до Сонця, часто там розпадаються і теоретично можуть створювати ланцюжки на Меркурії (але первинних ланцюжків на ньому не ідентифіковано).

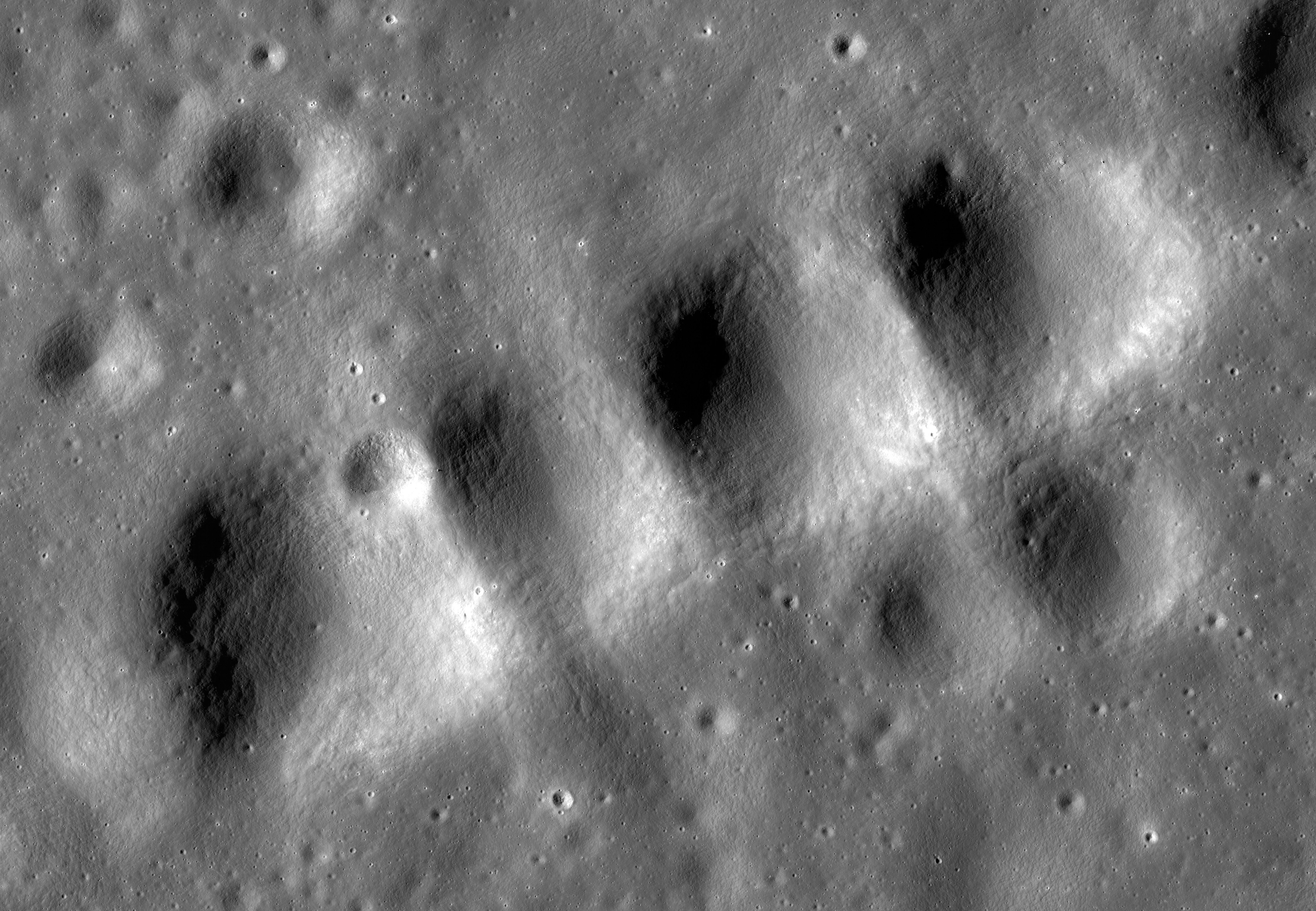
Частина місячного ланцюжка Catena Davy. Ймовірно, це первинний метеоритний ланцюжок. Ширина фото — 7 км

Для синхронних супутників планет наявність первинних ланцюжків можна очікувати в першу чергу на тому боці, що повернутий до планети, бо саме з ним стикаються фрагменти тіл, розірваних припливною дією цієї планети (якщо, звісно, зіткнення відбувається безпосередньо після розриву, на тому ж витку орбіти, — але в іншому випадку фрагменти встигнуть розійтися так далеко, що вже не зможуть створити кратерний ланцюжок). Це підтверджують дослідження Ганімеда та Каллісто: майже всі їх ланцюжки знаходяться на боці, що повернутий до Юпітера (однак є винятки). Так розташовані й обидва ланцюжки Місяця, які ідентифікують як первинні. Чим далі супутник від планети, тим довшими будуть ланцюжки, оскільки фрагменти розірваного тіла мають більше часу для віддалення один від одного. Це теж узгоджується зі спостереженнями: Ганімед ближчий до Юпітера, ніж Каллісто, і його ланцюжки в середньому коротші (однак їх на ньому замало для доброї статистики).
За орієнтацією ланцюжка можна зробити деякі висновки щодо орбіти тіла, фрагментами якого він створений, а за розмірами окремих кратерів — оцінити масу цих фрагментів. Ці дані показують, що повна маса комети не корелює з кількістю уламків після фрагментації, але сильно корелює з їх середньою масою.

#### Вторинні
Деякі ланцюжки складаються з вторинних метеоритних кратерів (утворених тілами, викинутими при ударі, що створив первинний кратер). Зазвичай такі ланцюжки не поодинокі й радіально розходяться від первинного кратера (але можуть бути спрямовані по-іншому, і навіть вигинатися в петлеподібні структури). Найчастіше вторинні кратери лежать у межах та на кінцях яскравих променів первинного кратера, якщо він такі промені має. Їх характерні ознаки — розташування групами, неправильна форма, мала відносна глибина, відсутність плоского дна та своєрідні морфологічні деталі (ялинкоподібний візерунок та інші), що з'являються при взаємодії викидів із сусідніх кратерів — див. нижче. Але іноді вторинні ланцюжки дуже схожі на первинні. Як і первинні, вони можуть бути злиті в єдину довгасту западину. В ланцюжку вторинних кратерів першими утворюються ті, що найближчі до первинного.

#### Характерні ознаки

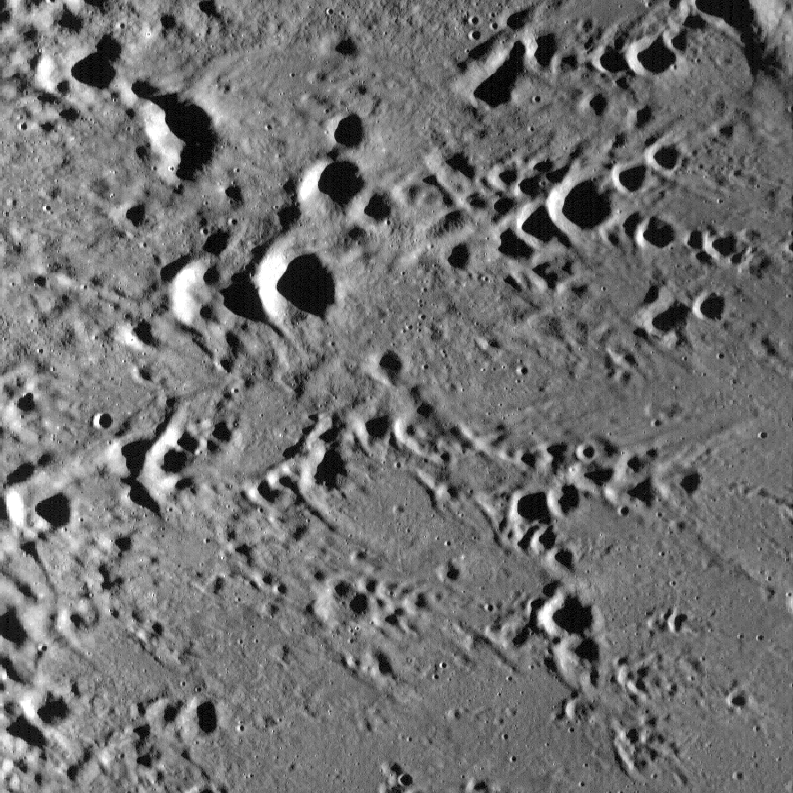
V-подібні візерунки на ділянці, вкритій вторинними кратерами великого кратера Коперник (розташований за лівим краєм зображення). Ширина знімка — 42 км

Імпактним кратерам, що з'явилися поряд і одночасно, притаманна характерна ознака: від них відходять невеликі хребти, що утворюють ялинкоподібний візерунок (англ. herringbone pattern — «візерунок кісток оселедця»). Він особливо характерний для вторинних ланцюжків (втім, трапляється не у всіх); первинні мають його рідко.
Цей візерунок складається з хребтів, що розходяться V-подібними парами з-поміж сусідніх кратерів ланцюжка. Ці V-подібні структури спрямовані своїми кутами в той бік, звідки прилетіли тіла, що створили ланцюжок (у випадку вторинних ланцюжків — до первинного кратера). В околицях місячного кратера Коперник, де розташовано багато типових V-подібних структур, висота таких хребтів сягає 100 м, довжина — 10 км, а кут між ними лежить у межах 17–122°. Цей кут збільшується з відстанню від первинного кратера. Іноді такі хребти дещо вигнуті (опуклістю назовні). Поверхня між ними часто вища, ніж зовні. Утворення цих V-подібних структур вдалося змоделювати в лабораторії. Вони з'являються завдяки взаємодії викидів з сусідніх кратерів, що утворюються майже одночасно. Кут між хребтами залежить від кута падіння тіл, що створили ці кратери, кута між напрямком падіння і напрямком ланцюжка, а також від співвідношення мас цих тіл та часового проміжку між зіткненнями.

### Ендогенні ланцюжки

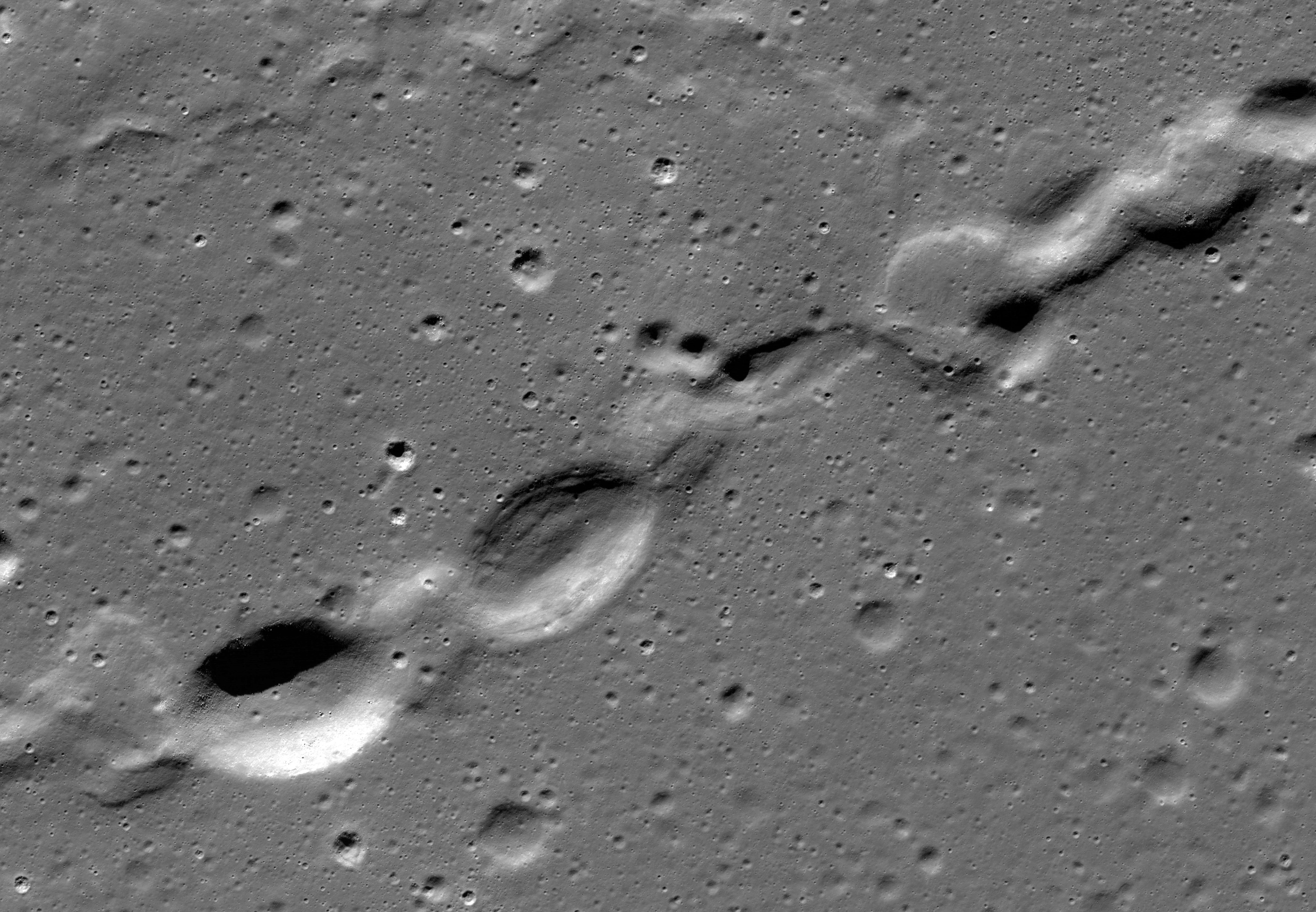
Частина ендогенного ланцюжка кратерів на Місяці. Ширина знімка — 8 км

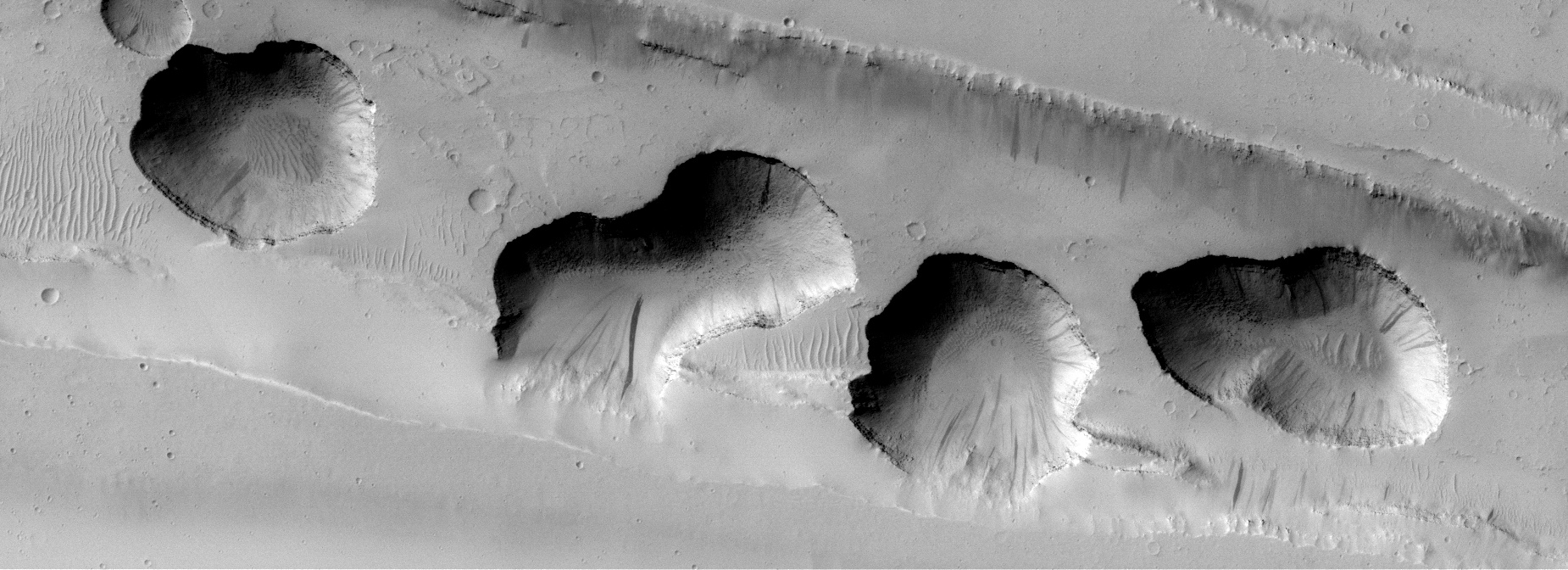
Частина ендогенного ланцюжка кратерів, що тягнеться дном грабена на Марсі. Ширина знімка — 8 км

Ендогенні ланцюжки кратерів можуть утворюватися, коли речовина, що вкриває поверхню небесного тіла, провалюється в якусь порожнину — найчастіше тектонічну тріщину або лавовий тунель. На відміну від імпактних кратерів, вони не мають ореолу викидів, кільцевого валу, центральної гірки та застиглого розплаву на дні. Часто вони витягнуті вздовж ланцюжка або навіть злиті в єдину довгу заглибину. Такі ланцюжки часто утворюються в грабенах. Їх дуже багато на Марсі. Крім того, вони відомі на Землі, Венері, Місяці, Фобосі, Іді, Еросі, Гаспрі, Європі, Енцеладі та, ймовірно, Тритоні.
Крім того, деякі ланцюжки кратерів інтерпретують як вулканічні. Їх можна впізнати за вулканічними викидами, але, незважаючи на це, їх буває важко відрізнити від інших ендогенних ланцюжків.

## Розповсюдження

### Планети земної групи та Місяць

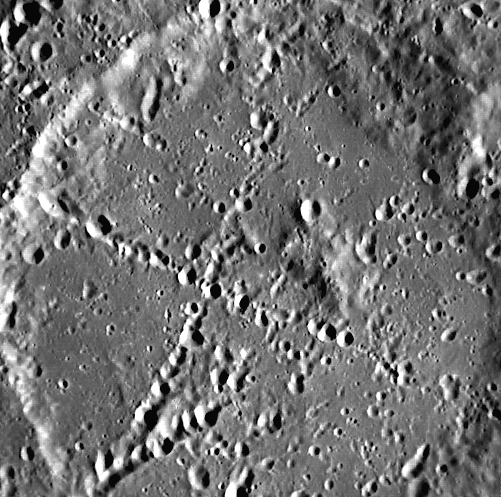
Вторинні ланцюжки в кратері Стівенсон на Меркурії (ширина знімка — 116 км)

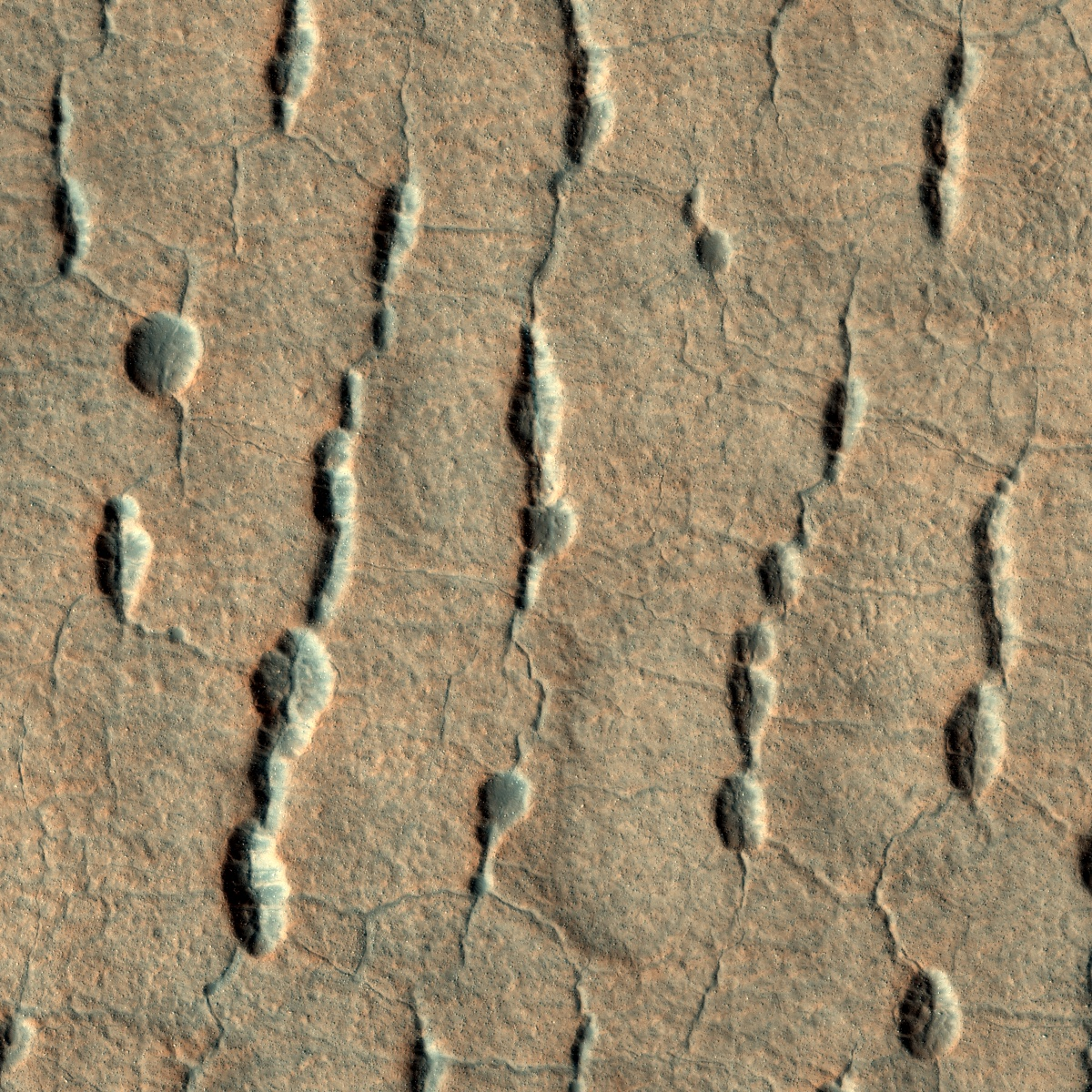
Ланцюжки ендогенних кратерів на Марсі. Ширина знімка — 550 м

На Меркурії нерідко трапляються вторинні кратерні ланцюжки; впевнено ідентифікованих первинних там нема.
На Венері відомі ендогенні ланцюжки довжиною від десятків до кількох тисяч кілометрів і шириною до 10 км. Вони трапляються в різних місцевостях, але найчастіше — в районі каньйонів та корон. Найчастіше вони прямі, іноді — дещо вигнуті, а на вершинах вулканів часто розташовані концентрично до кратера. Судячи з їх вигляду, вони утворилися завдяки провалюванню поверхневого матеріалу вглиб, але деталі цього явища невідомі.
На Землі нема впевнено ідентифікованих метеоритних кратерних ланцюжків, але є два гіпотетичні. Перший — це ряд із восьми округлих заглибин діаметром 3–17 км, що простягнувся на 700 км через американські штати Канзас, Міссурі та Іллінойс. Для двох із цих заглибин (Декатурвілль та Крукед-Крік) встановлене метеоритне походження і вік близько 300 млн років. Другий — це 17-кілометровий кратер Аорунга на півночі Чаду разом із двома недослідженими кратероподібними об'єктами біля нього. Ендогенних ланцюжків на Землі небагато; вони відомі на Гаваях та в Ісландії, а також в околицях Мертвого моря (Ізраїль та Йорданія). Вони утворилися над порожнинами, створеними вулканічними та тектонічними процесами і, в деяких випадках, розчиненням порід підземними водами.
На Місяці багато кратерних ланцюжків. Більшість з них утворені вторинними ударами. Наприклад, численні вторинні ланцюжки довжиною в сотні кілометрів тягнуться в усі боки від Моря Східного. Значно рідше трапляються ендогенні, та іще рідше — первинні. Найбільш впевнено ідентифіковані первинні ланцюжки Місяця — це ланцюжок Абу-ль-Фіди (Catena Abulfeda) та ланцюжок Деві (Catena Davy). Обидва знаходяться на видимому боці; перший має довжину 200–260 км і складається з 24 кратерів діаметром 5–13 км, а другий при майже такій самій кількості кратерів уп'ятеро менший: він має довжину 47 км і складається з 23 кратерів діаметром 1–3 км. Можливо, первинними є і деякі дрібніші ланцюжки.
На Марсі дуже багато — понад 1500 — ендогенних ланцюжків. Найбільше їх на вулканічному нагір'ї Фарсида, а саме в тих місцях, де є ознаки розтягнення поверхні, особливо в грабенах. Ці ланцюжки схожі на земні, але набагато більші. Діаметр ендогенних кратерів Марса сягає 4,5 км (але буває й зовсім маленьким), а довжина ланцюжків — сотень кілометрів. Так, довжина ланцюжка Tractus Catena — більше 900 км. Окрім того, на Марсі відомі вторинні ударні ланцюжки.

### Астероїди та супутники Марса

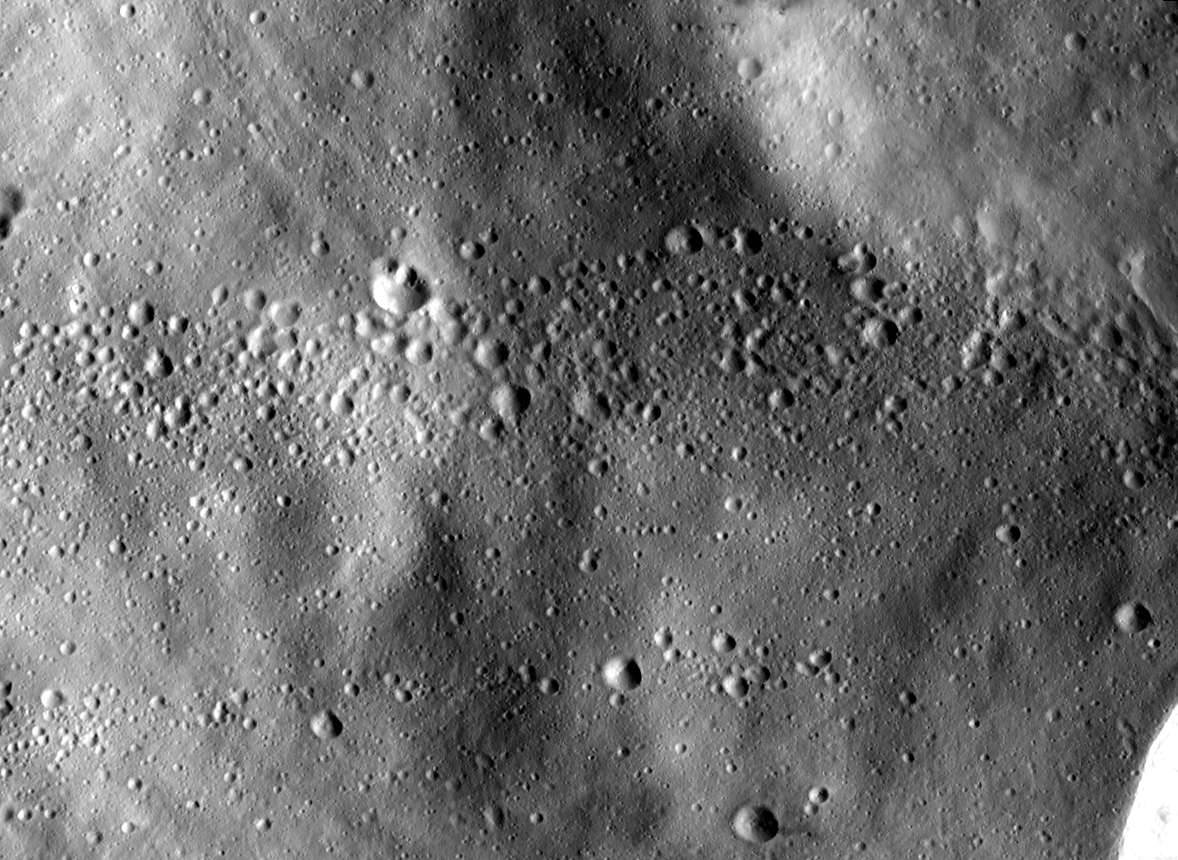
Частина безіменного «розсіяного» ланцюжка на Весті (ширина фото — 26 км)

Є ланцюжки кратерів і на невеликих небесних тілах — астероїдах та дрібних супутниках. Ланцюжки Фобоса могли з'явитися при провалюванні реголіту в тріщини (можливо, утворені при появі великого кратера Стікні) або при падінні тіл, що були викинуті з Марса при потужних зіткненнях. Ланцюжки Ероса розташовані над розломами, що перетинають області помірної товщини реголіту. На Весті виявлено більше 300 ланцюжків, причому майже всі вони витягнуті паралельно до екватора. Серед них вирізняється своєрідний «розсіяний» ланцюжок із тисяч дрібних кратерів, походження якого поки невідоме.

### Супутники планет-гігантів

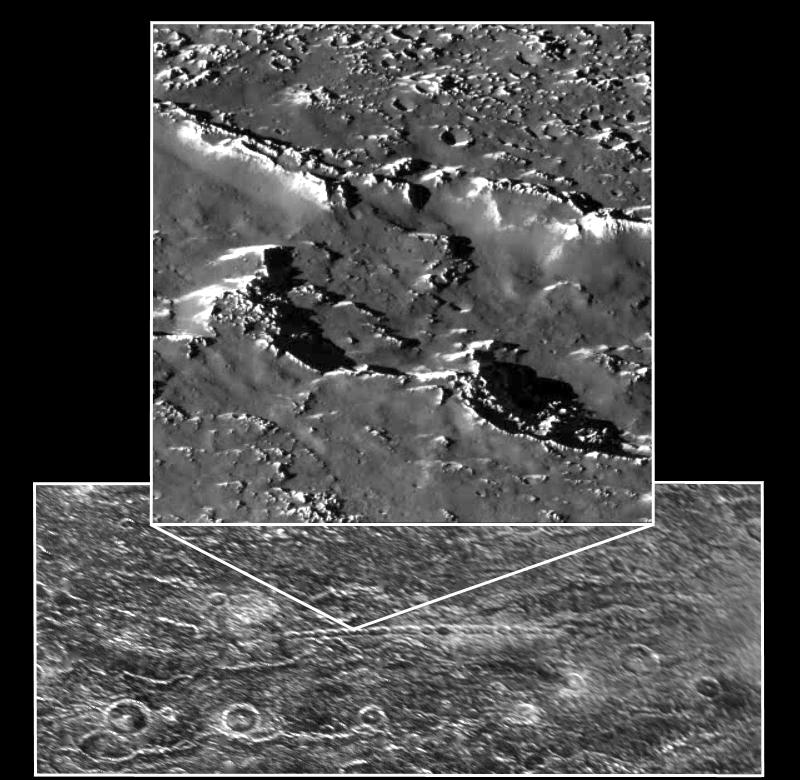
Первинний ланцюжок Gomul Catena на Каллісто (довжина — 343 км)

Немало ланцюжків є на супутниках Юпітера Ганімеді та Каллісто. Завдяки «Вояджерам» на першому було виявлено 3 первинні ланцюжки, а на другій — 8; згодом було знайдено і інші. Менша кількість ланцюжків на Ганімеді в порівнянні з Каллісто, ймовірно, є наслідком оновлення його поверхні завдяки геологічній активності. Більшість великих ланцюжків на супутниках Юпітера є первинними — утвореними фрагментами комет чи астероїдів, розірваних припливними силами. Є там і ланцюжки, що інтерпретуються як вторинні; вони менші й розташовані радіально до великих кратерів (Валгалли та інших). Довжина відомих первинних ланцюжків на цих супутниках лежить у межах 60–640 км, а кількість кратерів у них варіює від 6 до 25. Діаметр цих кратерів досягає 51 км.
На інших супутниках Юпітера первинних ланцюжків не відомо. На Європі взагалі мало кратерів, а на Іо метеоритних кратерів не виявлено зовсім. Їх поверхня надто молода: всі древні деталі рельєфу там знищені геологічною активністю.
Ендогенні ланцюжки в системі Юпітера відомі на Європі та (з меншою впевненістю) на Ганімеді, але вони майже не досліджені.
Немало ланцюжків різного походження є і на супутниках Сатурна. На Реї та Діоні багато ланцюжків довжиною в кілька десятків кілометрів. На останній відомі групи паралельних ланцюжків (Pantagias Catenae). Немало подібних ланцюжків і на Енцеладі, але лише на його древніх (сильно кратерованих) ділянках — можливо, тому, що на молодих не вистачає реголіту. Там відомі ендогенні кратери діаметром 100–400 м. Ланцюжки Діони та Енцелада пов'язані з ендогенними лінійними структурами і, ймовірно, самі є ендогенними.

## Назви
Міжнародні (латинські) назви кратерних ланцюжків будь-якого походження включають слово Catena (з латинської — «ланцюг»). Зазвичай воно, як і інші терміни планетної номенклатури, стоїть після власного імені, але в назвах місячних ланцюжків — перед ним: наприклад, на Марсі є Tractus Catena, а на Місяці — Catena Timocharis.
Станом на 2014 рік є 65 найменованих ланцюжків та їх систем: 3 на Меркурії, 20 на Місяці, 16 на Марсі, 2 на Весті, 4 на Ганімеді, 8 на Каллісто, 1 на Мімасі, 3 на Діоні, 6 на Реї та 2 на Тритоні.
Кратерні ланцюжки на різних небесних тілах називають по-різному:
- на Меркурії — назвами радіотелескопів та радіообсерваторій;
- на Місяці — іменами сусідніх кратерів. Окрім того, три довгі ланцюжки за ініціативою В. П. Глушка[29] отримали назви на честь радянських наукових організацій, пов'язаних з ракетобудуванням, — рос. ГДЛ, ГИРД та РНИИ. На сучасних картах ці назви вказують у дужках; основні назви цих ланцюжків — Catena Leuschner, Catena Michelson та Catena Lucretius відповідно[29][30][25];
- на Марсі — назвами сусідніх деталей альбедо на картах Джованні Скіапареллі або Ежена Антоніаді;
- на Весті — назвами давньоримських свят та місцевостей. Станом на 2014 рік на Весті є 2 найменованих ланцюжки: Albalonga Catena та Robigalia Catena;
- на Іо — іменами богів Сонця різних народів. Однак зараз на Іо нема жодного найменованого ланцюжка (усі три, що колись отримали назви, згодом було перейменовано на патери або їх групи);
- на Ганімеді — іменами богів та героїв давніх народів Родючого Півмісяця;
- на Каллісто — назвами річок, долин та ущелин із міфів та казок народів Крайньої Півночі (всі 8 ланцюжків Каллісто, що мають імена станом на 2014 рік, носять назви норвезьких річок);
- на Мімасі — назвами географічних об'єктів, що фігурують у британських легендах про короля Артура та лицарів Круглого столу в викладі Томаса Мелорі (роман «Смерть Артура»), а також у міфах про гігантів. Станом на 2014 рік на Мімасі є лише один найменований ланцюжок — Tintagil Catena, що носить ім'я корнуольського замку Тинтагіль;
- на Діоні — назвами географічних об'єктів, згаданих в «Енеїді» Вергілія;
- на Реї — назвами місцевостей з міфів про створення світу, в першу чергу азійських;
- на Тритоні — іменами, пов'язаними з водою, крім грецьких та римських. Станом на 2014 рік на Тритоні найменовано 2 ланцюжки: Kraken Catena та Set Catena[25].